# 龔自珍
龔 自珍（きょう じちん、1792年8月22日（乾隆57年7月5日） - 1841年9月26日（道光21年8月12日））は、中国清代の学者。字は爾玉、または璱人。号は定盦・羽琌山民。後に名を改め、鞏祚ともいう。妻は段美貞（段玉裁の孫娘）・何吉雲。

## 略歴
乾隆五十七年（1792年）旧暦7月5日に浙江省仁和県にて生まれる。祖父敬身は礼部の官を歴任して道台（道員の一つ、省と州の中にある行政区画道の長官）、父麗正も後にほぼ同じ経緯をたどる。また母段馴の父は音韻学の大家段玉裁である。
自珍5歳のときに父が進士に合格したので父に付いて北京へと移り住む。大変早熟な子供で8歳の時には異性を意識するようになり、詩作もこの頃にすでに始めていたようである。祖父段玉裁より教えを受けて、19歳のときに郷試の副榜（補欠合格）となり、21歳のときに古典の校訂・出版を行う武英殿に就職する。この時期に従妹を娶るが早々に病死し、2年後に何吉雲と再婚する。27歳のときに郷試に合格するも会試には失敗。その後10年近く官界では不遇の日々が続くが、詩作においてはむしろこの時期が充実していた。38歳のときに会試に合格して、ようやく進士の資格を得るが、48歳にして官を辞して江南にて隠退生活を送る。そして道光二十一年（1841年）旧暦8月12日に死去。享年五十。この死因について、龔自珍が顧太清と不倫しており、その恨みから顧太清の相手から毒殺されたと推測する話もある。

## 著書と学問
龔自珍の著書で最も影響力があったのは『春秋決事比』6巻と『五経大義始終論』・『答問九章』であり、友人であった魏源の著書とともに文章の妙で清代末期の学界を風靡した。文体の剽窃を難じられることもあったが、その学派の流行は後に康有為を輩出した。
西北の地理に関心を抱き、『西域行省議』・『蒙古図志』は魏源の『海国図志』とならび称された。また『定盦文集』に見える農宗論は、農本主義に基づく社会政策を強調したもので、龔自珍の政治傾向をうかがうことができる。晩年は彭紹升に私淑して壌帰子と称し『龍蔵考證』・『三普銷文記』をあらわし仏教（天台宗）に傾倒した。龔自珍や魏源は、仏説を採用して公羊学の方向を定め、後に公羊学派は公然と仏弟子を称し、康有為は孔子をイエス・キリストと同一視するまでになった。
以下は、上記以外の主な著書
- 『定盦文集』3巻
- 『続集』4巻
- 『附餘集』
- 『龔定盦別集』
- 『詩集定本』2巻
- 『詞定本』